# Brandon Slay
Brandon Slay (n. 14 octombrie 1975, Amarillo, Texas, SUA) este un luptător ce a reprezentat Statele Unite ale Americii, medaliat olimpic. A participat la o ediție a Jocurilor Olimpice (2000) în care a câștigat o medalie de aur.

## Participări
Lista de mai jos prezintă principalele competiții la care a participat Brandon Slay de-a lungul carierei.
- wrestling at the 2000 Summer Olympics – men's freestyle 76 kg[*]